# 423
423 (CDXXIII) var ett normalår som började en måndag i den julianska kalendern.

## Händelser

### Okänt datum
- Vid Honorius död tar den äldre tjänstemannen (primicerius notariorum) Joannes makten i västromerska riket och utropas till kejsare.
- Theodoret blir biskop av Cyrrhus.
- Bonifatius ställer sig på Placidias sida i kampen mot kejsar Honorius.

## Födda
- Geneviève, Paris skyddshelgon.

## Avlidna
- 15 augusti – Flavius Augustus Honorius, västromersk kejsare (född 384).
- Eulalius, motpåve 418–419.
- Ming Yuandi, härskare av den kinesiska norra Weidynastin.
- Faxian, kinesisk buddhistmunk